# Consell regional de la Vall de Jizreel
El Consell regional de la Vall de Jizreel (en hebreu: מועצה אזורית עמק יזרעאל) (transliterat: Moatza Azorit Emek Yizreel) és un consell regional del Districte del Nord d'Israel. El consell aplega a la majoria d'assentaments de la vall de Jizreel. El consell té 15 quibutsim, 15 moixavim, i 8 pobles. Malgrat el seu nom, alguns d'aquests assentaments no es troben en la vall mateixa, sinó a les rodalies. La majoria de quibutsim i moixavim, que abans depenien de l'agricultura, han començat un període de declivi econòmic, encara que la zona segueix atraient molta gent del centre d'Israel. El consell disposa de 71 escoles bressol, 23 escoles primàries, 6 escoles secundàries, i una acadèmia, el Max Stern Academic College. La vall de Jizreel és visitada per molts turistes. En la vall es troba el parc nacional de Tzipori i el museu dels Assentaments Agrícoles Pioners.

## Municipis

### Quibutsim
- Alonim
- Dovrat
- Ein Dor
- Gazit
- Gevat
- Ginegar
- Hanaton
- Harduf
- HaSolelim
- Kfar HaHoresh
- Merhavia
- Mizra
- Ramat David
- Sarid
- Yifat

### Moixavim
- Alonei Abba
- Alon Hagalil
- Balfouria
- Beit She'arim
- Beit Zeid
- Betlem de Galilea
- HaYogev
- Kfar Barukh
- Kfar Gidon
- Kfar Yehoshua
- Merhavia
- Nahalal
- Sde Ya'akov
- Tel Adashim
- Tzippori

### Assentaments
- Adi
- Ahuzat Barak
- Givat Ela
- Hoshaya
- Shimshit
- Timrat

### Pobles
- Manshiya Zabda
- Suweid Hamira